# Zelený vrch (Ralská pahorkatina)
Zelený vrch je 586 metrů vysoký kopec vzdálený 1,7 km východně od města Cvikov na Českolipsku, jehož je dominantou. Je součástí Cvikovské pahorkatiny, ač jej mnohé turistické průvodce řadí do blízkých Lužických hor. Je v pásmu CHKO Lužické hory.

## Základní údaje
Kopec (také byl nazýván Drnoveckým vrchem – Grünberg) je rozložitá znělcová kupa, výrazná dominanta nad Cvikovem, či ještě bližší částí  města Drnovcem. Nalézá se na katastru Drnovec 618098. Na spodních částech se těžily kvádrové kaolinické pískovce pro potřeby měšťanů Cvikova. Na části svahů je dobře patrná desková odlučnost znělce.
V roce 1680 se 1200 vzbouřenců, účastníků rebelie sedláků, stáhlo ze Cvikova na Zelený vrch a zde se bránilo po dva dny přesile vojsk generála Piccolominiho. Obdobnou roli sehrál vrch při povstání sedláků roku 1775. O tři roky později zde došlo ke střetu rakouské a pruské armády.
Na SV svahu stojí Uhlířská skála (Köhlerstein, 471 m), kde se kdysi pálilo dřevěné uhlí. Bývala zde i vyhlídková restaurace (Švýcarská bouda) a lesní divadlo. Přímo na zarostlý vrchol bez vyhlídky již značená trasa nevede, kolem kopce přes nově upravenou Schillerovu vyhlídku na SV straně kopce je vedena žluté značená trasa ze Cvikova.
V geomorfologickém členění je Zelený vrch řazen do Cvikovské pahorkatiny, která je okrskem Zákupské pahorkatiny.